# 萊諾克斯 (喬治亞州)
萊諾克斯（英語：Lenox）是一個位於美國喬治亞州庫克縣的城鎮。

## 地理
萊諾克斯的座標為31°16′00″N 83°28′00″W / 31.26667°N 83.46667°W，而該地的平均海拔高度為88米（即289英尺）。

## 人口
根據2010年美國人口普查的數據，萊諾克斯的面積為4.21平方千米，當中陸地面積為4.13平方千米，而水域面積為0.08平方千米。當地共有人口873人，而人口密度為每平方千米207人。